# 襄陽道
襄陽道（じょうよう-どう）は中華民国北京政府により設置された湖北省の道。

## 沿革
1913年（民国2年）1月17日に安襄鄖荊道として設置、まもなく鄂北道と改称された。観察使は襄陽県に設置され、下部に襄陽、鍾祥、京山、潜江、天門、荊門、当陽、遠安、宜城、南漳、棗陽、穀城、光化、均県、鄖県、房県、竹渓、保康、鄖西の20県を管轄した。1914年（民国3年）5月23日襄陽道と改称、観察使も道尹と改められ武漢県に移された。1926年（民国15年）に廃止されている。

## 行政区画
廃止直前の下部行政区画は下記の通り。（50音順）
- 鄖県
- 鄖西県
- 遠安県
- 宜城県
- 京山県
- 均県
- 荊門県
- 光化県
- 穀城県
- 鍾祥県
- 襄陽県
- 潜江県
- 棗陽県
- 竹渓県
- 天門県
- 当陽県
- 南漳県
- 房県
- 保康県